# Joseph Vollmer
Joseph Vollmer (Baden-Baden, Imperio Alemán; 13 de febrero de 1871 - Brunswick, Alemania; 9 de octubre de 1955) fue un diseñador e ingeniero de automóviles alemán y un pionero diseñador de tanques. Como diseñador jefe de la sección de vehículos de motor del Departamento de Guerra de Alemania, diseñó los tanques alemanes A7V, K-Wagen, LK I y LK II de la Primera Guerra Mundial.

## Biografía
Joseph Vollmer nació el 13 de febrero de 1871 en el entonces Imperio Alemán. Fue hijo de un maestro cerrajero. Creció junto a sus tres hermanos en Baden-Baden. Asistió a la Escuela Municipal de Comercio y después de graduarse en 1886 fue a Cannstatt para realizar un aprendizaje como mecánico en la Maschinenfabrik Esslingen. En 1894 completó sus estudios de ingeniería en Technikum Mittweida en Sachsen.
La carrera de Vollmer como ingeniero y pionero del automóvil comenzó en la división de automóviles de Bergmann en Gaggenau, comenzando más de 100 años de construcción de automóviles en Gaggenau con el automóvil "Orient Express".
En 1897 Vollmer se mudó a la empresa Kühlstein Wagenbau de Berlín-Charlottenburg. A partir de 1901, trabajó para AEG, donde en 1902 se convirtió en jefe de su filial NAG. Todos los vehículos producidos por AEG-NAG hasta 1906 fueron producidos bajo la dirección de Vollmer y fueron diseñados por él mismo, incluido el primer camión del mundo, el tractor-remolque DURCH de 1903.
En 1905, Vollmer se casó con Hedwig Stöhr, con quien tuvo dos hijas. Medio siglo después lograron celebrar su aniversario de bodas de oro en el año 
1955.
Vollmer dejó la NAG en 1906 y junto con su amigo Ernst Neuberg fundó el Deutsche Automobil-Construktionsgesellschaft (DAC).

### Primera Guerra Mundial
Durante la Primera Guerra Mundial, Vollmer adquirió el rango de capitán, y como diseñador jefe de la sección de vehículos automotores del Departamento de Guerra de Alemania, diseñó los tanques alemanes A7V, K-Wagen, LK I y LK II de la Primera Guerra Mundial.

### Posguerra
Posteriormente, Vollmer se mudó a Checoslovaquia, para unirse a la compañía Skoda para la que diseñó un tanque ligero de rueda/pista, el KH-50 (Kolo-Housenka). Este diseño tenía ruedas de carretera montadas en las ruedas dentadas de transmisión y ruedas jockey detrás de ellas para soportar las pistas. A pesar de las impresionantes especificaciones para el período: armadura de 13 mm, armamento montado en la torreta de 37 mm y un motor de 50 hp capaz de conducir el tanque a 8 millas por hora (13 km/h) (en pistas) y 22 millas por hora (35 km/h) (sobre ruedas): fue rechazado por el ejército checo.
Sin embargo, el ejército quedó impresionado por el concepto híbrido de rueda/vía y encargó más estudios, que dieron como resultado el KH-60 (1928–1929) y el KH-70 (1930). En estos dos diseños, la potencia del motor se incrementó a 60 hp y 70 hp, respectivamente, y se desarrolló un mejor sistema para cambiar entre la pista y el uso de la rueda, lo que permitió un cambio en menos de 10 minutos.
Se construyeron 2 prototipos KH-50, uno de los cuales se convirtió más tarde en un KH-60 y el otro se desechó. La producción real incluyó 2 KH-60 para la Unión Soviética y 1 KH-70 para Italia. El concepto de rueda en la pista fue finalmente abandonado en 1934.
Durante el curso de su carrera, Vollmer recibió 450 patentes alemanas y extranjeras. El trabajo de su vida fue honrado al recibir el Bundesverdienstkreuz (Cruz Federal del Mérito).

### Fallecimiento
Joseph Vollmer murió a sus 84 años de edad, después de dar una conferencia en la fábrica de Volkswagen en Brunswick el 9 de octubre de 1955.
En 2005, en homenaje, su ciudad natal de Baden-Baden le dedicó un puente a su nombre. El puente Joseph Vollmer se encuentra entre Europastraße/B500 y Schwarzwaldstraße. Anteriormente había tenido una calle en Ortenberg que lleva su nombre: Joseph-Vollmer-Strasse.